# Gibb River Road
Die Gibb River Road ist eine Fernstraße im Norden des australischen Bundesstaates Western Australia. Sie verbindet den Great Northern Highway südlich von Wyndham mit dem Derby Highway bei Derby. Dabei führt sie mitten durch die Kimberley-Region und stellt außerdem, im Gegensatz zum weiter südlich verlaufenden Great Northern Highway, die direkte Verbindung beider Städte dar.

## Geschichte
Die Geschichte der Gibb River Road beginnt 1960 als beef road. Sie wurde also angelegt, um Schlachtvieh von den entlegenen Farmen der Kimberley-Region nach Derby zu transportieren. Zunächst existierte nur der südliche Abschnitt von der Gibb River Station, der die Straße auch ihren Namen verdankt, bis nach Derby. 1962 bekam die Gibb River Road schließlich ihren heutigen Streckenverlauf, als der nördliche Teil hinzugefügt wurde. Dieser nördliche Teil der Straße wurde bis 1996 von den lokalen Behörden in Wyndham verwaltet, deren beschränkte finanzielle Mittel einen schlechten Straßenzustand im Vergleich zum südlichen Teil mit sich brachten. 1996 übernahm die Main Roads Western Australia die Instandhaltungsarbeiten auf der gesamten Strecke, was eine Verbesserung des Straßenzustandes auf dem nördlichen Teil der Gibb River Road bedeutete.

## Verlauf
Die Gibb River Road zweigt 48 km südlich von Wyndham vom Great Northern Highway (N1) nach West-Südwesten ab. Vorbei an der Emma Gorge beschreibt sie einen Bogen nach Nordwesten und erreicht mit Home Valley (südlich des West Arm des Cambridge-Golfes) ihren nördlichsten Punkt. Anfangs am Durack River stromaufwärts führt sie in südwestlicher Richtung, bis sie die Schafzuchtstation Gibb River im Zentrum der Kimberleys erreicht. Dort endet der jüngere, nördliche Teil der Route.
Der südliche Teil führt weiterhin nach Südwesten, vorbei an der Barnett River Gorge und der Manning Gorge, nach Kupungarri, wo eine erste Tankmöglichkeit besteht. Vorbei an der Galvans Gorge und der Adcock Gorge zieht die Straße weiter nach Südwesten zum Imintji Wilderness Camp am Fuß der King Leopold Ranges, wo ebenfalls eine Tankstelle liegt. Den Leopold Ranges Conservation Park, ein staatliches Schutzgebiet, durchzieht die Gibb River Road in Richtung Westen in einigen Kilometern Abstand zur Leonard River Gorge.
Nach Verlassen des Parks wendet sich die Straße erneut nach Südwesten, bis sie die von Südosten kommende Fairfield Leopold Downs Road aufnimmt, die zum Windjana-Gorge-Nationalpark und zum Tunnel-Creek-Nationalpark führt. Danach zieht die Gibb River Road nach Westen, um nach 124 km die Stadt Derby zu erreichen. Die letzten 74 km der Straße sind asphaltiert.

## Straßenzustand

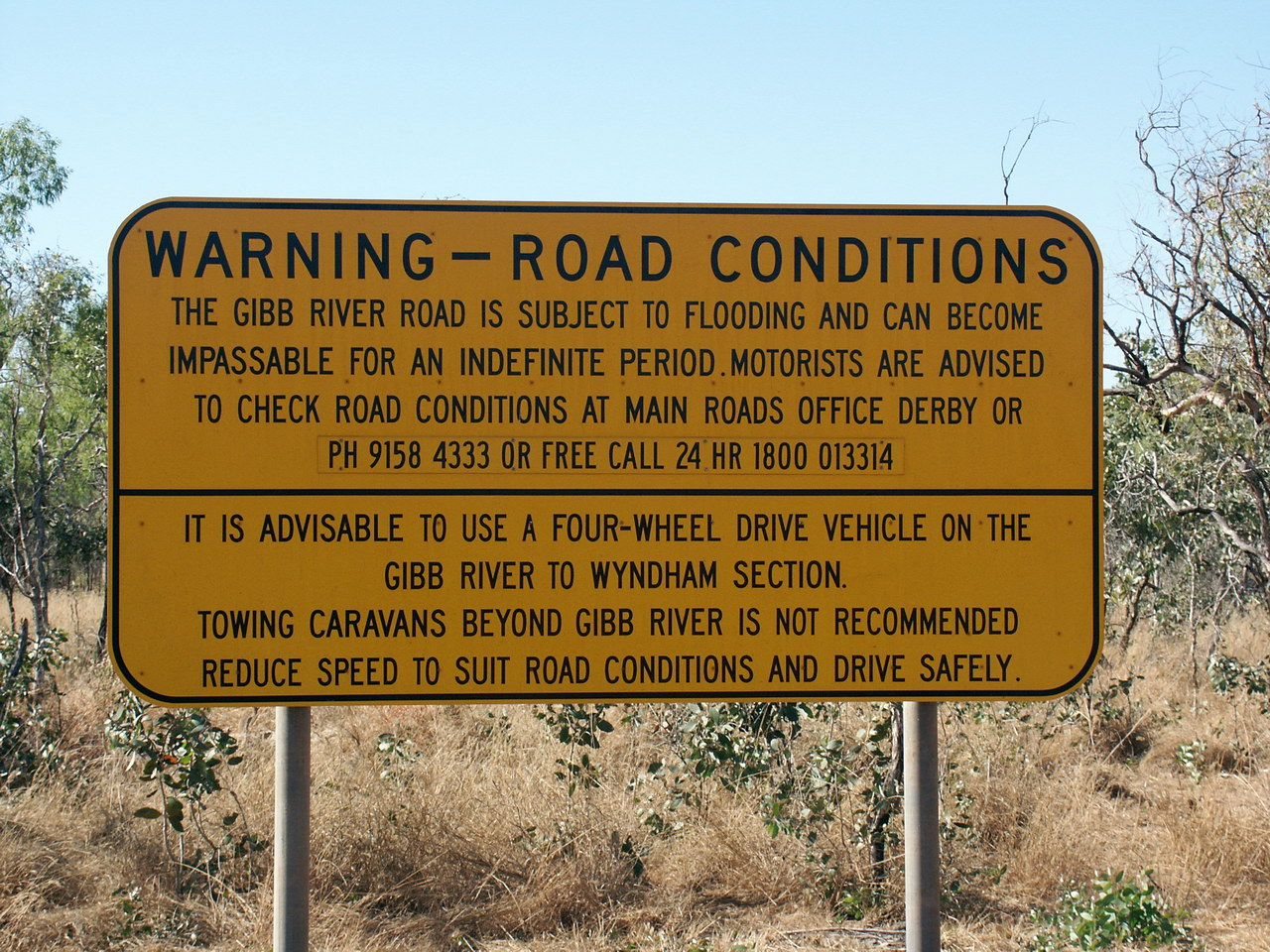
Schild: Warning-Road Conditions

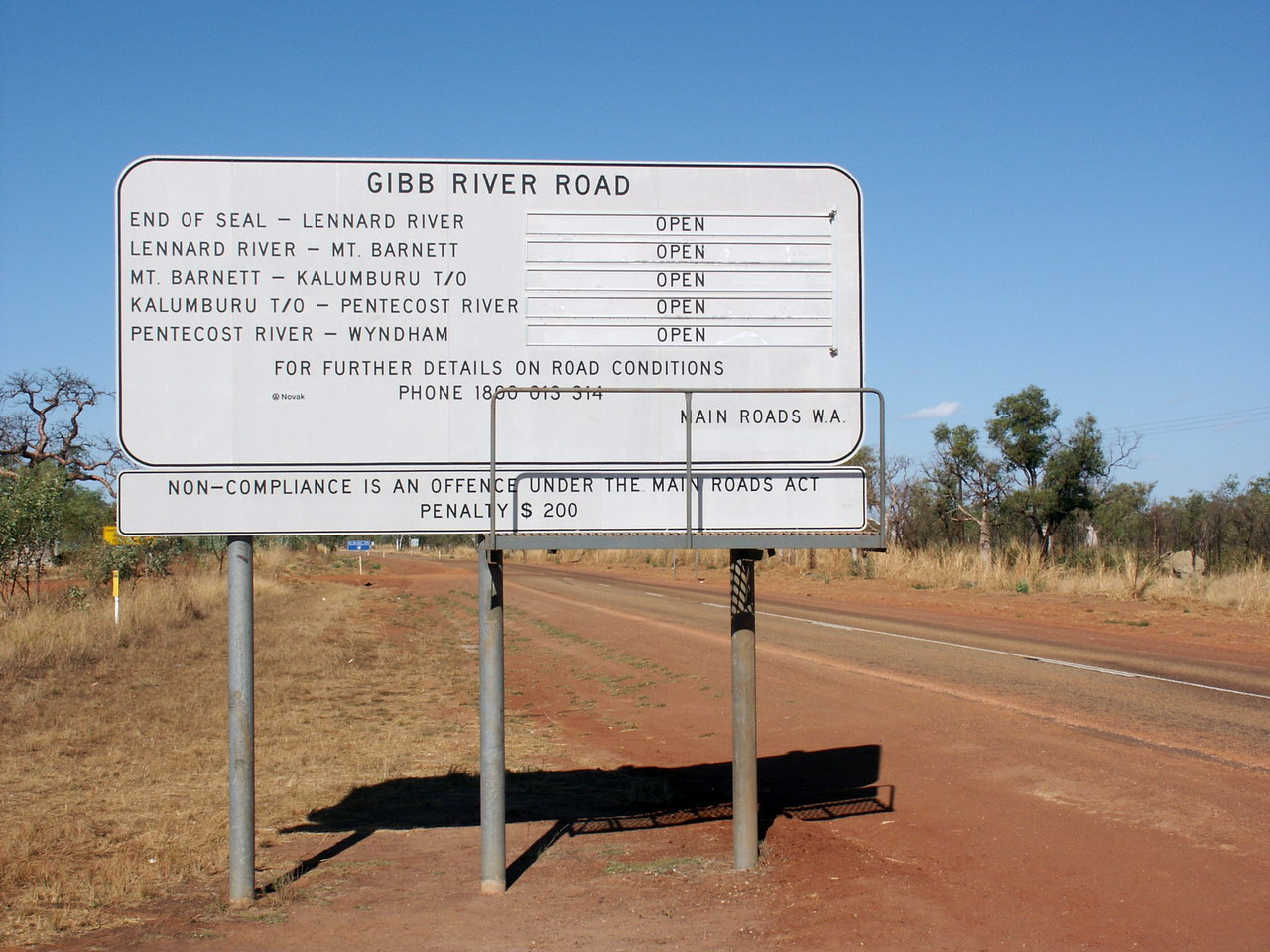
Einzelne Sektionen und deren Status (open/closed)

Der Zustand der Gibb River Road hängt stark von den Witterungsverhältnissen ab. Während es in der Trockenzeit (Mai–Oktober) möglich ist, die Strecke mit einem PKW zu bewältigen, ist die Straße, oder zumindest einzelne Abschnitte, in der Regenzeit (November–April) zuweilen für jeglichen Verkehr gesperrt. Der Straßenbelag selbst wechselt immer wieder von steinigen zu sandig-erdigen Passagen, kurze Streckenteile sind auch asphaltiert. Typisch für die Gibb River Road als unbefestigte Straße ist die Ausbildung einer Waschbrettpiste.

## Tourismus
Die touristischen Hauptattraktionen entlang der Gibb River Road sind sieben Schluchten (von Ost nach West):
- Emma Gorge
- Barnett River Gorge
- Manning River Gorge
- Galvans Gorge
- Bell Creek Gorge
- Lennard River Gorge
- Windjana Gorge

Weitere Sehenswürdigkeiten der Strecke sind der Tunnel Creek National Park (55 km südlich an der Fairfield Leopold Downs Road) und der El Questro Wilderness Park.
Touristen sollten beachten, dass das Befahren der Gibb River Road von der Mehrzahl der Autovermieter nur mit vierradangetriebenen Fahrzeugen gestattet ist, weil sie auf weiten Strecken ungeteert ist.

## Bilder

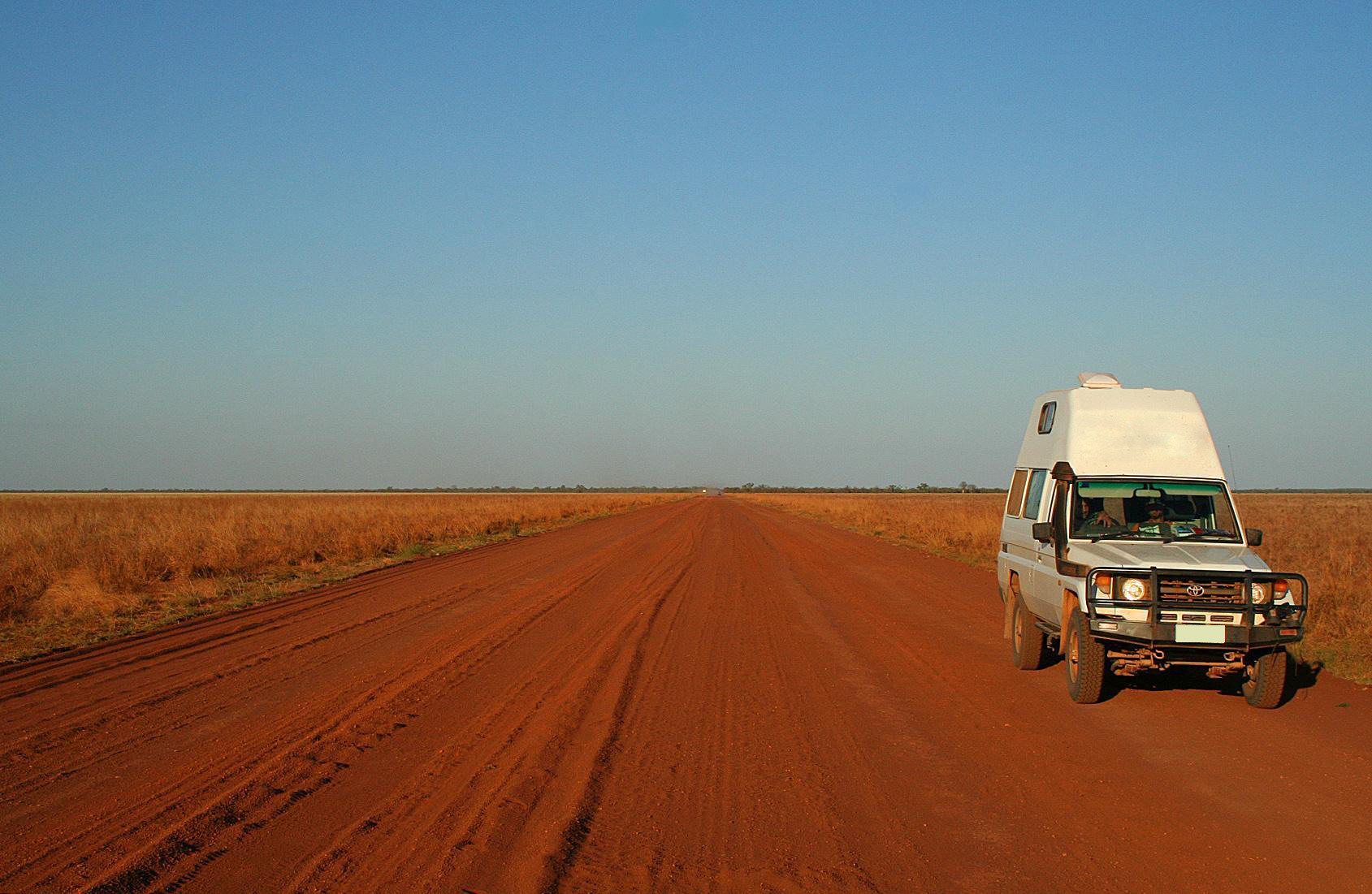
Gibb River Road nahe Derby
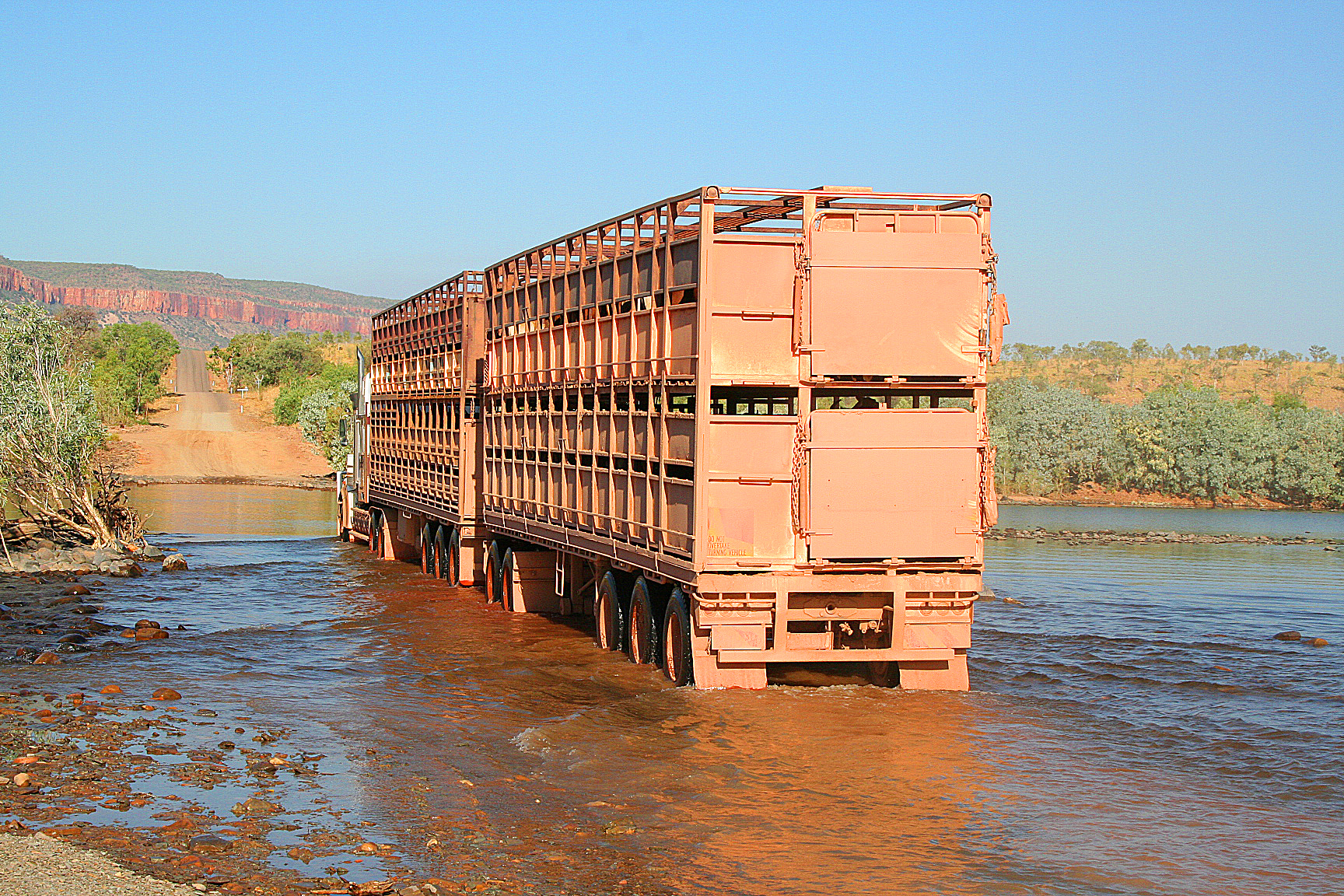
Road Train auf der Gibb River Road
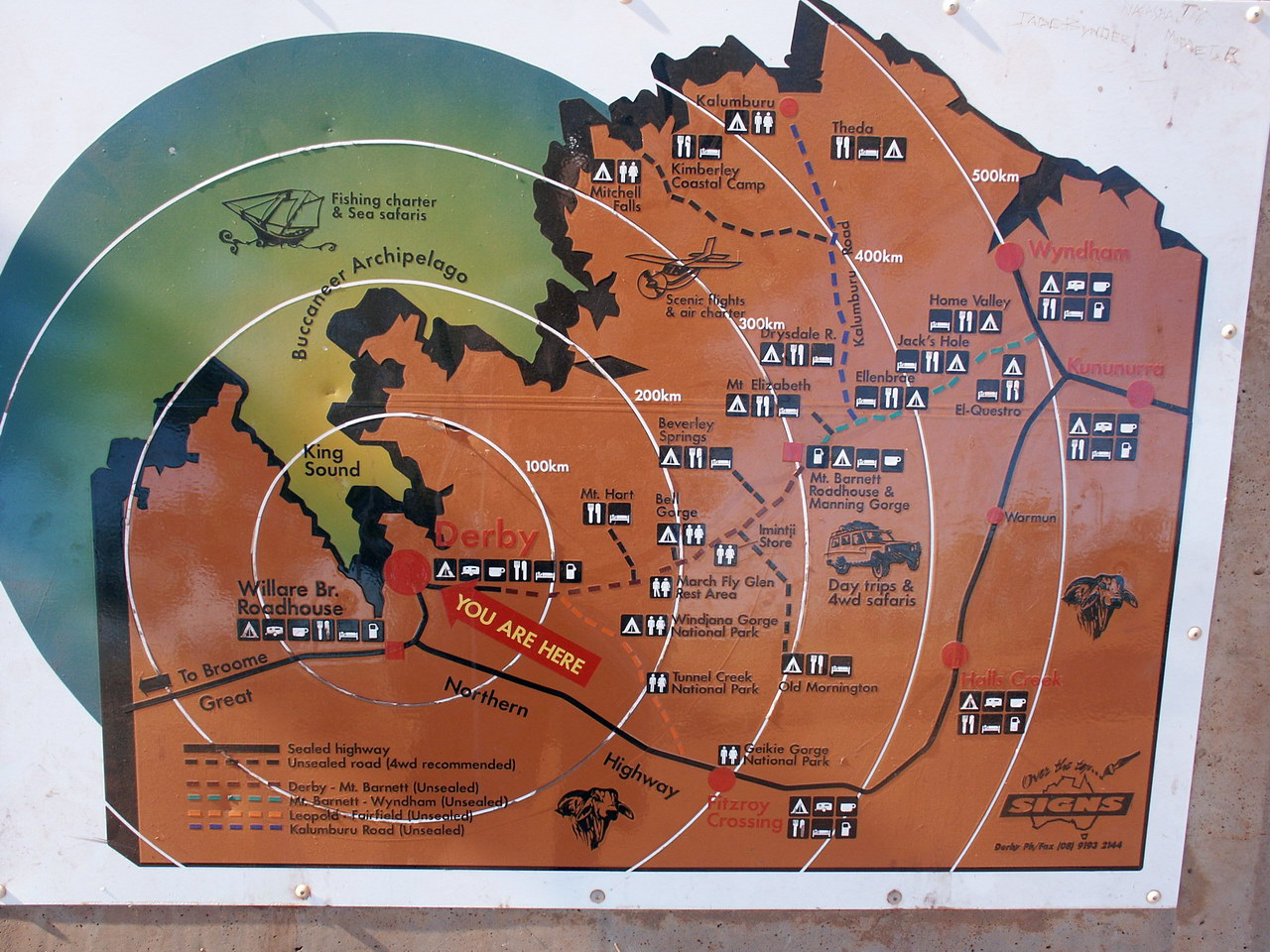
Übersicht der Einrichtungen entlang der Gibb River Road